# 오영주 (공무원)
오영주(吳姈姝, 1964년 3월 27일 ~ )는 대한민국의 외교관이며, 제5대 중소벤처기업부 장관이다.

## 생애
1964년 경상남도 마산시에서 태어났으며, 외무고시에 합격하여 다자외교 분야에서 경력을 쌓았다. 윤석열 정부에는 주베트남 대사, 외교부 제2차관으로 근무하였다. 외교관 출신으로는 매우 이례적으로 중소벤처기업부 장관에 임명되었다.

## 학력
- 1982.02: 대구여자고등학교 졸업
- 1986.02: 이화여자대학교 사회과학대학 정치외교학과 졸업, 정치외교학 학사 (82학번)
- 1995.06: 미국 캘리포니아 대학교 캘리포니아 대학교/샌디에이고 캠퍼스 대학원 졸업, 국제관계학 MA

## 경력
- 1988.04: 제22회 외무고등고시 합격
- 외무부 국제기구국 국제기구과 외무사무관
- 1997.12: 주유엔 대한민국 대표부 1등서기관, 외무서기관
- 2000.06: 주일본 대한민국 대사관 주후쿠오카영사관 영사
- 2005.12: 외교통상부 외교정책홍보실 국제연합과장
- 2007.07: 주중국 대한민국 대사관 참사관
- 2011.05: 핵안보정상회의준비기획단 기획의전부장
- 2012.04: 외교부 개발협력국 개발협력심의관
- 2013.05: 외교부 개발협력국장
- 2015.08: 주유엔 대한민국 대표부 차석대사
- 2017.06: 외교부 장관특별보좌관[4]
- 2017.09: 외교부 다자외교조정관 직무대리
- 2018.11: 외교부 국립외교원 경력교수
- 2020.01~2022.10: 외교부 국립외교원 외교안보연구소장
- 2022.03: 제20대 대통령직인수위원회 외교안보분과 전문위원
- 2022.10~2023.07: 주베트남대사[5]
- 2023.07~2023.12: 외교부 제2차관[6]
- 2023.12~2025.7: 제5대 중소벤처기업부 장관
- 2023.12~2025.7: 대통령 직속 국가지식재산위원회 당연직 위원
- 2023.12~2025.7: 국민통합위원회 당연직 위원
- 2023.12~2025.7: 대통령 직속 지방시대위원회 당연직위원